# Münster-Nord
Münster-Nord ist ein Stadtbezirk der Stadt Münster in Nordrhein-Westfalen (Bundesrepublik Deutschland) mit der Nummer 6 und einer Fläche von 36,09 km². Er umfasst die Stadtteile Kinderhaus, Coerde und Sprakel sowie die Bauerschaft Sandrup. Der Verwaltungssitz des Stadtbezirks befindet sich in Kinderhaus. Die offizielle Einwohnerzahl betrug zum 31. Dezember 2011 28.851 Einwohner.

## Politik
- Linke: 1
- SPD: 4
- Grüne: 5
- FDP: 1
- CDU: 7
- AfD: 1

Die Bezirksvertretung Nord besteht aus 19 Mitgliedern, die alle 5 Jahre bei den Kommunalwahlen in Nordrhein-Westfalen neu gewählt werden. Ihre Aufgabe ist es, an der Gestaltung der Kommunalpolitik im Bereich des Stadtbezirks Nord mitzuwirken. Die Bezirksvertretung wählt aus ihrem Kreis einen Bezirksbürgermeister und Stellvertreter.
Nach der Kommunalwahl 2020 musste die SPD stadtweit herbe Verluste hinnehmen. In einem Bündnis mit Grünen und Linken wurde vereinbart, dass der bisherige SPD-Bezirksbürgermeister Manfred Igelbrink trotzdem noch einmal für die Hälfte der Sitzungsperiode wiedergewählt wird. Ab 2022 sollen dann die Grünen diesen Posten besetzen. Aktuell stellen sie nach der CDU den 2. Stellvertreter.
Für die Wahl zum Stadtrat sind dem Stadtbezirk Nord die Kommunalwahlbezirke 14–16 zugeordnet, die bei der Wahl 2020 alle an die CDU gingen.